# Chřenovice-Podhradí
Chřenovice-Podhradí – przystanek kolejowy w miejscowości Chřenovice, w kraju Wysoczyna, w Czechach. Znajduje się na wysokości 350 m n.p.m.
Jest zarządzany przez Správę železnic. Na przystanku nie ma możliwości zakupu biletu, a obsługa podróżnych odbywa się w pociągu.

## Linie kolejowe
- 212 Čerčany - Světlá nad Sázavou